# Henryk Dyga
Henryk Dyga (ur. 1879 w Świętochłowicach, zm. 5/6 maja 1921 w Świętochłowicach) - powstaniec śląski.
Uczestniczył w trzech powstaniach śląskich. W trzy dni po rozpoczęciu III powstania śląskiego podczas patrolu powstańczego został zastrzelony wraz z Wojciechem Stokłosą. Obydwu pochowano uroczyście, z honorami wojskowymi na starym cmentarzu. W wyniku śledztwa wskazano, że zabójstwa dokonali bracia Bochynkowie. Brunon Bochynek został rozstrzelany 8 maja 1921 na hałdzie w Chropaczowie, natomiast jego brat Franciszek zmarł dwa miesiące później.